# Dzyan
 Dzyan war eine deutsche Krautrock-Band in der ersten Hälfte der 1970er Jahre, die sich vom Progressive Rock zum Jazzrock entwickelte.

## Geschichte
Die ursprüngliche Besetzung bestand aus dem Gitarristen Harry Krämer, dem Sänger Jochen Leuschner, dem Schlagzeuger Ludwig Braum, dem Bassisten Reinhard Karwatky und Gerd Ehrmann am Saxophon. Als Quintett nahm die Band ein Album unter dem gleichen Namen auf; schon vor dem ersten Auftritt verließen jedoch Braum und Krämer die Band. Mit dem von Volker Kriegel wechselnden Lothar Scharf am Schlagzeug und dem von der Band Vita Nova kommenden Gitarristen Eddy Marron entwickelte sich das Quintett in der zweiten Hälfte 1972 deutlich in Richtung Jazzrock; es trat beim Pop Shop des damaligen Südwestfunks auf (dabei entstand die 2010 veröffentlichte Radioaufnahme Mandala). Der Bassist Reinhard Karwartky bildete dann 1973 mit Eddy Marron und Peter Giger am Schlagzeug die Band neu; Dzyan veröffentlichte als Trio noch zwei Alben, die von der Kritik hochgelobt wurden. Anlässlich des Erscheinens der letzten Platte Electric Silence hieß es 1974 im Jazz Podium, dass Dzyan sich mit dem Album als „wohl beste deutsche Band“ im Jazzrock-Bereich profilieren würden.

## Diskografie
- 1972: Dzyan
- 1973: Time Machine
- 1974: Electric Silence
- 2010: Mandala (SWF-Session 1972)